# Рудиковка
Рудиковка или Рудикова — река в России, протекает по территории Енисейского района Красноярского края.
Длина реки составляет 78 км, площадь водосборного бассейна — 690 км². Впадает в Енисей по правому берегу, на 1184 км от устья. Высота устья — 72,3 м над уровнем моря.